# Konrad-Vogel-Haus

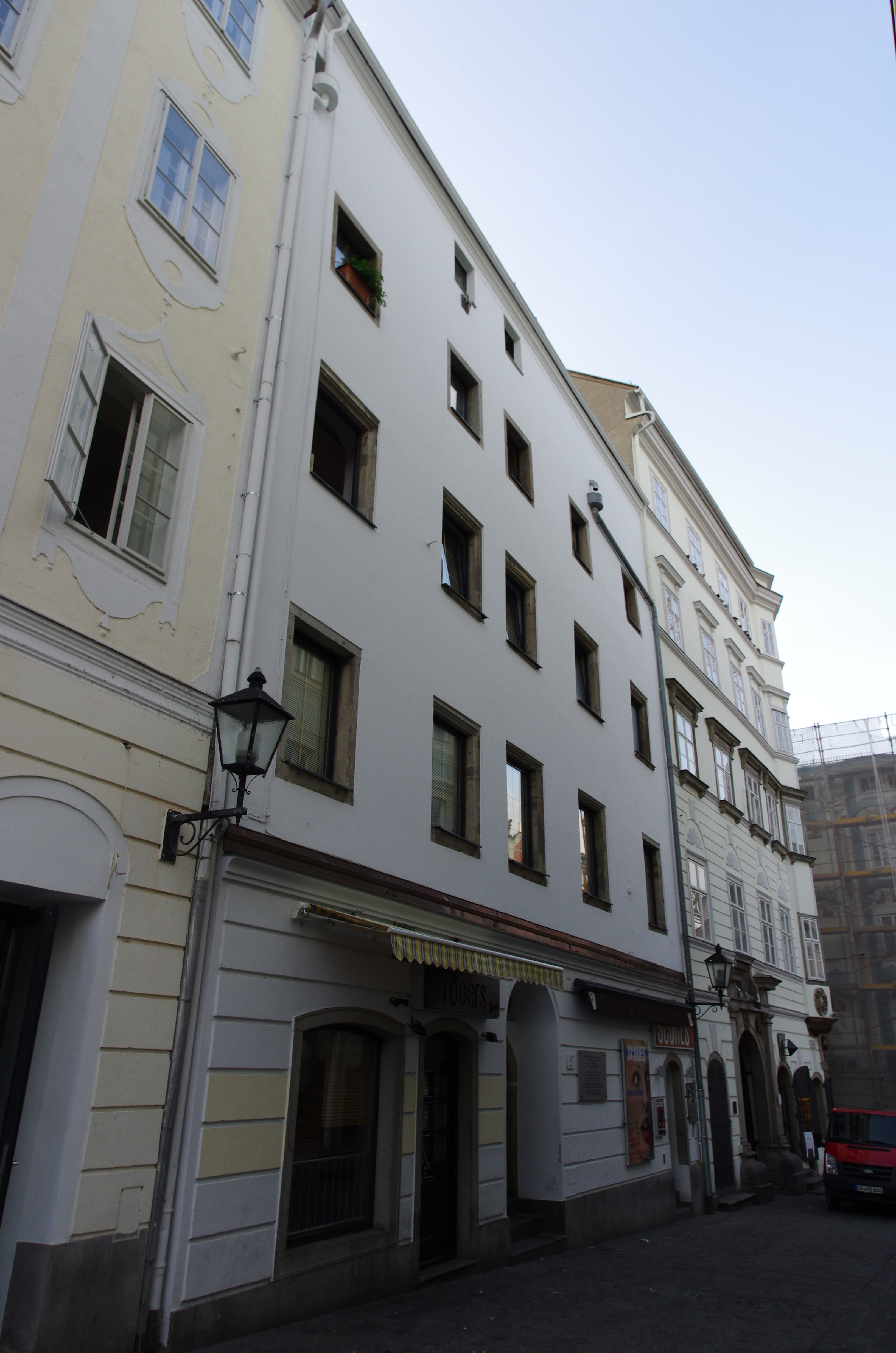
Konrad-Vogel-Haus, Altstadt 4

Das Konrad-Vogel-Haus steht auf Altstadt 4 im Altstadtviertel der Stadtgemeinde Linz in Oberösterreich. Das Gebäude steht unter Denkmalschutz (Listeneintrag).

## Geschichte
Das Haus wurde 1595 urkundlich genannt. 1842 ging das Haus an den Zuckerbäcker Johann Konrad Vogel.
Das Haus besteht im Kern aus der ersten Hälfte des 16. Jahrhunderts in spätmittelalterlichen Formen. Ab dem 17. Jahrhundert erfolgten Veränderungen. Das dritte Obergeschoß wurde 1800 nach einem Brand wieder aufgebaut.

## Architektur
Das breit gelagerte Haus hat ungleich verteilte Fensterachsen. Das segmentbogige und gefaste Mittelportal und die spätmittelalterliche profilierten Fenstergewände haben im ersten und zweiten Obergeschoß teils gekehlte Sohlbänke.
Im Hausinneren bestehen enge tonnengewölbte Gänge mit flurparalleln Treppen. Im Erdgeschoß gibt es mächtige Stichkappentonnen und weitere Tonnengewölbe. In den oberen Stockwerken gibt es Lichtschächte und vereinzelt Tonnen- und Kreuzgratgewölbe.